# 京成トキ20形貨車
京成トキ20形貨車（けいせいトキ20がたかしゃ）は、かつて京成電鉄で使用されていた無蓋車。トキ21・トキ22の2両が在籍していた。

## 概要
1984年（昭和59年）にトキ21が日本車輌製造で、1988年（昭和63年）にトキ22が大榮車輛でそれぞれで製造された。典型的な無蓋車で、国鉄トキ25000形の台枠を流用しており、形状もそれに準じている。他の貨車と同様に青色に塗られており、無蓋車の中では目立つ存在だった。1991（平成5）年3月、連結される電動貨車モニ20形とともに制動装置がHSCに変更された。
あおり戸は京成が独自にその高さを設定しており、国鉄のものよりも低くなっていた。このため車高は2,375mmに抑えられている。自重はトキ21が16.3t、トキ22が22.0t。なお、トキ21とトキ22では台車が異なり、トキ21は日本車輌製のNT-52、トキ22はモハ500形より流用された住友製のFS-28を使用していた。現在京成に在籍する車両はほぼ全てが住友金属製の台車を履いており、京成の車両で日本車輌製の台車を履いていたのはトキ21のみであった。

## 用途
登場時から専らモニ20形と連結して走った。工場への備品輸送の他、バラスト散布など比較的多くの用途に使用していた。トキ21の登場時はモニ10形と編成を組むこともあったようである。
2007年（平成19年）にモニ20形とともに廃車となり、同年3月28日に高砂車両基地から宗吾車両基地へ廃車回送された。